# Amergin Glúingel
Amergin Glúingel (in irlandese, Amergin dal bianco ginocchio), conosciuto anche con il patronimico Amergin mac Míled, è un personaggio del ciclo mitologico della mitologia irlandese. Era figlio di Míl Espáine e ricorpiva il ruolo di druido, bardo e giudice dei Milesi, secondo la tradizione il primo popolo gaelico d'Irlanda. A lui sono attribuiti diversi poemi riguardanti l'epopea di questo popolo mitico.

## Leggenda
Gli invasori milesi, guidati dagli otto figli di Míl, morto nella penisola iberica, terra da cui i Milesi sono originari, giungono in Irlanda assetati di vendetta per l'assassinio di Ith, un loro zio ed esploratore, ucciso a tradimento dai tre re dei Túatha Dé Danann, Mac Cuill, Mac Cecht e Mac Gréine. Arrivati, ricevono il consenso ad insediarsi sull'isola in successione dalle tre regine, Banba, Ériu e Fódla. Ognuna delle tre sorelle però chiede ad Amergin che dia il proprio nome al paese dopo la propria morte. Proprio dall'antico nome di Ériu deriva quello moderno di Éire, mentre gli altri due appellativi sono rimasti piuttosto relegati al complesso del linguaggio poetico. 
Ma se i Milesi volevano restare in quelle terre dovevano prima vincere i tre re e i loro uomini. Lo stesso Amergin figura come arbitro imparziale della contesa e fissa le regole per stabilire la vittoria. I Milesi accettano così di ritirarsi dall'Irlanda "oltre la nona onda" (un termine che non indica un confine geografico, bensì una frontiera magica). Al segnale convenuto essi muovono verso la spiaggia, ma i druidi dei Túatha Dé Danann scatenano una tempesta magica che impedisce loro di toccare terra. Solo l'intervento di Amergin, che invoca cantando lo "spirito d'Irlanda", rompe la barriera e permette l'attracco delle navi. Questa canzone salvifica rimarrà nota come la "Canzone di Amergin". Dopo gravi perdite da entrambe le parti i Milesi vincono la battaglia: i tre re dei Túatha Dé Danann vengono vinti in duello dai tre superstiti figli di 
Míl, Éber Finn, Eremon e lo stesso Amergin il Druido. Quest'ultimo poi dividerà l'isola così conquistata tra i suoi fratelli, dando a Eber la metà meridionale, ad Eremon quella settentrionale. 
Da notare la somiglianza tra i poemi del leggendario poeta gallese Taliesin e quelli attribuiti all'irlandese Amergin mac Míled.